# Steven Wright (baseballista)
Steven Richard Wright (ur. 30 sierpnia 1984) – amerykański baseballista występujący na pozycji miotacza w Boston Red Sox.

## Przebieg kariery

### Minor League Baseball
Po ukończeniu studiów na University of Hawaii, w czerwcu 2006 został wybrany w drugiej rundzie draftu przez Cleveland Indians. Zawodową karierę rozpoczął w klubach farmerskich tego zespołu, w Lake County Captains (poziom Class A), Kinston Indians (Class A-Advanced), Aekron Aeron (Double-A) i Columbus Clippers (Triple-A).
W lipcu 2012 w ramach wymiany przeszedł do Boston Red Sox i został przydzielony do zespołu Potrland Sea Dogs. 8 sierpnia 2012 został zawodnikiem Pawtucket Red Sox.

### Major League Baseball
W Major League Baseball zadebiutował 23 kwietnia 2013 w meczu przeciwko Oakland Athletics jako reliever. 11 lipca 2013 w spotkaniu ze Seattle Mariners zanotował pierwsze zwycięstwo w MLB. Po raz pierwszy jako starter wystąpił 6 sierpnia 2013 w meczu z Houston Astros. 10 kwietnia 2015 w wygranym przez Red Sox 6–5 meczu z New York Yankees po 19 zmianach, zanotował zwycięstwo rozgrywając pięć ostatnich inningów.
8 maja 2016 w spotkaniu z New York Yankees po raz pierwszy zaliczył complete game. W lipcu 2016 został po raz pierwszy powołany do AL All-Star Team.

## Nagrody i wyróżnienia
| Nagroda/wyróżnienie      | Lata | Źródło |
| All-Star                 | 2016 | [ 7 ]  |
| Zwycięzca w World Series | 2018 | [ 8 ]  |